# Flumeri
Flumeri ist eine italienische Gemeinde mit 2487 Einwohnern (Stand 31. Dezember 2023) in der Provinz Avellino in der Region Kampanien. Sie ist Teil der Bergkommune Comunità Montana dell’Ufita.

## Geografie
Die Nachbargemeinden sind Ariano Irpino, Castel Baronia, Frigento, Grottaminarda, San Nicola Baronia, San Sossio Baronia, Sturno, Villanova del Battista und Zungoli. Die Ortsteile lauten  Arcolento, Candelaro, Corridoio, Corvarana, Difesa, Laghi-Valle, Lagni, Murge, Pastinelli, Pilone, San Pietro, San Vito, Scampata, Tierzi und Tre Torri.